# Wiesław Piątkowski
Wiesław Piątkowski (ur. 28 sierpnia 1932) – polski ekonomista i historyk, profesor nauk ekonomicznych, nauczyciel akademicki, poseł na Sejm II kadencji.

## Życiorys
Ukończył w 1955 studia na Wydziale Filozoficzno-Historycznym Uniwersytetu Łódzkiego. W tym samym roku został pracownikiem tej uczelni. W 1962 uzyskał stopień naukowy doktora nauk humanistycznych na podstawie rozprawy Zagadnienie niepodległości Polski w ruchu ludowym w Królestwie Polskim 1905–1918, przygotowanej pod kierunkiem Natalii Gąsiorowskiej, w 1976 habilitował się w zakresie nauk ekonomicznych. W 1983 otrzymał tytuł profesora. Przez wiele lat pracował w Katedrze Historii Myśli Ekonomicznej i Historii Gospodarczej UŁ. Wykładał też m.in. w Wyższej Szkole Humanistyczno-Ekonomicznej we Włocławku.
W latach 90. był redaktorem naczelnym kwartalnika „Wieś i Państwo”. Od 1993 do 1997 sprawował mandat posła na Sejm II kadencji wybranego z listy Polskiego Stronnictwa Ludowego. Zasiadał we władzach krajowych tej partii.

## Odznaczenia
Odznaczony m.in. Krzyżem Kawalerskim i Oficerskim (1999) Orderu Odrodzenia Polski oraz Medalem Komisji Edukacji Narodowej.

## Publikacje
- Dzieje ruchu zaraniarskiego, Ludowa Spółdzielnia Wydawnicza, Warszawa 1956.
- J.C.L. Simonde de Sismondi: teoria ekonomiczna, Państwowe Wydawnictwo Naukowe, Warszawa 1978.
- Myśl agrarystyczna Stanisława Miłkowskiego, Ludowa Spółdzielnia Wydawnicza, Warszawa 1983.
- Idee agrarne ugrupowań politycznych w Królestwie Polskim w latach 1892–1918, Wyd. UŁ, Łódź 1992.
- Wokół idei agraryzmu, NKW PSL, Warszawa 1993.
- Wykłady z historii myśli ekonomicznej – starożytna Grecja i Rzym, Przedsiębiorstwo Specjalistyczne Absolwent, Łódź 2001.
- Wykłady z historii myśli ekonomicznej – średniowiecze zachodnioeuropejskie, Przedsiębiorstwo Specjalistyczne Absolwent, Łódź 2002.